# 張鈞 (雍正進士)
张钧，浙江秀水县（今浙江嘉兴市）人，清朝政治人物。同进士出身。

## 生平
雍正八年（1730年）庚戌科三甲進士。雍正十三年（1735年）闰四月初一署江苏金山县知县一职，同年十二月十九日（1736年）去职。